# Міллард (округ, Юта)
Шаблон:StateAbbr_ 39°03′ пн. ш. 113°06′ зх. д. / 39.05° пн. ш. 113.1° зх. д.
Округ Міллард (англ. Millard County) — округ (графство) у штаті Юта, США. Ідентифікатор округу 49027.

## Історія
Округ утворений 1852 року.

## Демографія
За даними перепису 2000 року загальне населення округу становило 12405 осіб, зокрема міського населення було 3147, а сільського — 9258. Серед мешканців округу чоловіків було 6351, а жінок — 6054. В окрузі було 3840 домогосподарств, 3093 родин, які мешкали в 4522 будинках. Середній розмір родини становив 3,66.
Віковий розподіл населення поданий у таблиці:
| Стать    | До 15 років | 15-21 | 22-29 | 30-39 | 40-49 | 50-65 | 65-85 | Понад 85 |
| -------- | ----------- | ----- | ----- | ----- | ----- | ----- | ----- | -------- |
| Чоловіки | 1892        | 936   | 464   | 669   | 869   | 831   | 629   | 61       |
| Жінки    | 1712        | 748   | 462   | 686   | 816   | 791   | 726   | 113      |

## Суміжні округи
- Джуеб — північ
- Санпіт — північний схід
- Севір — південний схід
- Бівер — південь
- Лінкольн, Невада — південний захід
- Вайт-Пайн, Невада — захід

## Виноски
1. ↑  US Decennial Census. US Census Bureau. Архів оригіналу за 12 травня 2015. Процитовано 25 червня 2015.
2. ↑  Historical Census Browser. University of Virginia Library. Архів оригіналу за 11 серпня 2012. Процитовано 25 червня 2015.
3. ↑  Forstall, Richard L., ред. (25 червня 1995). Population of Counties by Decennial Census: 1900 to 1990. US Census Bureau. Архів оригіналу за 3 квітня 2015. Процитовано 27 березня 2015.
4. ↑  Census 2000 PHC-T-4. Ranking Tables for Counties: 1990 and 2000 (PDF). US Census Bureau. 2 квітня 2001. Архів оригіналу (PDF) за 18 грудня 2014. Процитовано 25 червня 2015.
5. ↑  State & County QuickFacts. Бюро перепису населення США. Архів оригіналу за 6 червня 2011. Процитовано 29 грудня 2013.(англ.) Наведено за англійською вікіпедією.
6. ↑  American FactFinder. Бюро перепису населення США. Архів оригіналу за 26 лютого 2012. Процитовано 31 січня 2008.

| США | Це незавершена стаття з географії США. Ви можете допомогти проєкту, виправивши або дописавши її. |